# Darrell Lockhart
Darrell Lamar Lockhart (Thomaston, 14 settembre 1960) è un ex cestista statunitense, professionista nella NBA, in Italia, Belgio e Spagna.

## Carriera
Venne selezionato dai San Antonio Spurs al secondo giro del Draft NBA 1983 (35ª scelta assoluta).

## Palmarès
- Coppa dei Campioni: 1

Virtus Roma: 1983-84